# Сан-Либорио (титулярная церковь)
Титулярная церковь Сан-Либорио (лат. Titulus Sancti Liborii) — титулярная церковь была создана Папой Иоанном Павлом II в 2001 году. Титул принадлежит церкви Сан-Либорио, расположенной в квартале Рима Понте-Маммоло.

## Список кардиналов-священников титулярной церкви Санта-Мария-ин-Аквиро
- Йоханнес Йоахим Дегенхардт (21 февраля 2001 — 25 июля 2002, до смерти);
- Питер Тарксон (21 октября 2003 — по настоящее время)